# Pablo Maffeo
Pablo Carmine Maffeo Becerra, noto semplicemente come Pablo Maffeo (Sant Joan Despí, 12 luglio 1997), è un calciatore argentino naturalizzato spagnolo di origini italiane, difensore o centrocampista del Maiorca.

## Caratteristiche tecniche
Ha iniziato a giocare a calcio da attaccante, per essere poi spostato nel ruolo di terzino destro ai tempi dell'Espanyol. Molto veloce e valido tecnicamente, è capace nell'impostazione del gioco e negli inserimenti offensivi; è dotato di un ottimo senso della posizione ed è bravo nella marcatura individuale. Grazie alla sua duttilità tattica può essere schierato anche come difensore centrale.
È stato inoltre definito da Lionel Messi "il difensore più forte contro cui abbia giocato".

## Carriera

### Club

#### Espanyol, Manchester City e Girona
Maffeo ha iniziato la sua carriera calcistica all'età di sei anni entrando a far parte del settore giovanile del Espanyol. Il 7 aprile 2013 a soli 15 anni, gioca la sua prima partita ufficiale con l'Espanyol B club di Segunda División. Il 23 maggio fa il suo esordio in prima squadra con il Villarreal sostituendo Antonio Rukavina.
Il 3 luglio 2013 passa al Manchester City, entrando a far parte della squadra delle riserve. Viene poi convocato dal tecnico Manuel Pellegrini per le partite di Premier League contro Watford e West Ham. Nella stagione 2016-2017, con l'avvento di Pep Guardiola entra a far parte nella rosa del Manchester City, il 20 agosto 2016 viene convocato per la sfida di Premier League contro lo Stoke City. Il 24 agosto seguente, gioca da titolare nella sfida di ritorno, valida per la qualificazione alla Champions League contro lo Steaua Bucarest vinta 1-0 dai Citizens. Il 6 dicembre 2016 debutta invece nella fase a gironi in occasione del pareggio per 1-1 contro il Celtic.
Il 27 dicembre viene ceduto in prestito al Girona. Segna il suo primo gol in carriera il 28 maggio, nel match perso 3-1 contro il Gimnàstic Tarragona. Ottenuta la promozione in Liga, resta in prestito al club catalano anche nella stagione successiva.

#### Stoccarda e i prestiti in Spagna
Il 14 maggio 2018 viene acquistato a titolo definitivo dallo Stoccarda, con cui firma un quinquennale.
Il 20 giugno 2019 fa ritorno al Girona con la formula del prestito.
L'8 settembre 2020 viene ceduto nuovamente in prestito, questa volta all'Huesca.
L'ennesimo prestito in terra ispanica si concretizza il 7 luglio del 2021 quando passa al Maiorca. Dopo aver terminato il primo periodo in prestito, viene acquistato definitivamente dalla squadra per 3 milioni di euro.

### Nazionale
Ha giocato per le nazionali giovanili spagnole fino all'Under-19.
Il 10 ottobre 2017 ha fatto il suo esordio con la maglia della Nazionale Under-21, nel match contro la Slovacchia.
Nel 2023 il tecnico dell'Argentina Scaloni decide di convocarlo per le qualificazioni ai Mondiali 2026.

## Statistiche

### Presenze e reti nei club
Statistiche aggiornate al 14 novembre 2023.
| Stagione               | Squadra                | Campionato             | Campionato | Campionato | Coppe nazionali | Coppe nazionali | Coppe nazionali | Coppe continentali | Coppe continentali | Coppe continentali | Altre coppe | Altre coppe | Altre coppe | Totale | Totale |
| Stagione               | Squadra                | Comp                   | Pres       | Reti       | Comp            | Pres            | Reti            | Comp               | Pres               | Reti               | Comp        | Pres        | Reti        | Pres   | Reti   |
| ---------------------- | ---------------------- | ---------------------- | ---------- | ---------- | --------------- | --------------- | --------------- | ------------------ | ------------------ | ------------------ | ----------- | ----------- | ----------- | ------ | ------ |
| gen.-giu. 2013         | Espanyol B             | SDB                    | 1          | 0          | -               | -               | -               | -                  | -                  | -                  | -           | -           | -           | 1      | 0      |
| 2015-gen. 2016         | Manchester City        | PL                     | 0          | 0          | FACup+CdL       | 0+0             | 0               | UCL                | 0                  | 0                  | -           | -           | -           | 0      | 0      |
| gen.-giu. 2016         | Girona                 | SD                     | 10+3       | 0          | CR              | -               | -               | -                  | -                  | -                  | -           | -           | -           | 13     | 0      |
| 2016-gen. 2017         | Manchester City        | PL                     | 0          | 0          | FACup+CdL       | 0+1             | 0               | UCL                | 2                  | 0                  | -           | -           | -           | 3      | 0      |
| Totale Manchester City | Totale Manchester City | Totale Manchester City | 0          | 0          |                 | 1               | 0               |                    | 2                  | 0                  |             | -           | -           | 3      | 0      |
| gen.-giu. 2017         | Girona                 | SD                     | 14         | 1          | CR              | -               | -               | -                  | -                  | -                  | -           | -           | -           | 14     | 1      |
| 2017-2018              | Girona                 | PD                     | 33         | 0          | CR              | 1               | 0               | -                  | -                  | -                  | -           | -           | -           | 34     | 0      |
| 2018-2019              | Stoccarda              | BL                     | 8          | 0          | CG              | 1               | 0               | -                  | -                  | -                  | -           | -           | -           | 9      | 0      |
| 2019-2020              | Girona                 | SD                     | 32+3       | 0          | CR              | 0               | 0               | -                  | -                  | -                  | -           | -           | -           | 35     | 0      |
| Totale Girona          | Totale Girona          | Totale Girona          | 89+6       | 1          |                 | 1               | 0               |                    | -                  | -                  |             | -           | -           | 96     | 1      |
| 2020-2021              | Huesca                 | PD                     | 25         | 1          | CR              | 0               | 0               | -                  | -                  | -                  | -           | -           | -           | 25     | 1      |
| 2021-2022              | Maiorca                | PD                     | 35         | 1          | CR              | 1               | 0               | -                  | -                  | -                  | -           | -           | -           | 36     | 1      |
| 2022-2023              | Maiorca                | PD                     | 35         | 2          | CR              | 2               | 0               | -                  | -                  | -                  | -           | -           | -           | 37     | 2      |
| 2023-2024              | Maiorca                | PD                     | 22         | 1          | CR              | 1               | 0               | -                  | -                  | -                  | -           | -           | -           | 23     | 1      |
| 2024-2025              | Maiorca                | PD                     | 14         | 0          | CR              | 0               | 0               | -                  | -                  | -                  | -           | -           | -           | 14     | 0      |
| Totale Maiorca         | Totale Maiorca         | Totale Maiorca         | 106        | 4          |                 | 4               | 0               |                    | -                  | -                  |             | -           | -           | 110    | 4      |
| Totale carriera        | Totale carriera        | Totale carriera        | 235        | 6          |                 | 7               | 0               |                    | 2                  | 0                  |             | -           | -           | 244    | 6      |

## Palmarès

### Club

#### Competizioni nazionali
- Coppa di Lega inglese: 1

Manchester City: 2015-2016